# Chester Frazier
Chester Lee Frazier (Baltimora, 14 aprile 1986) è un ex cestista e allenatore di pallacanestro statunitense.

## Palmarès

### Giocatore
- EuroChallenge: 1

BG 74 Gottinga: 2009-10